# 681
Évszázadok: 6. század – 7. század – 8. század
Évtizedek: 630-as évek – 640-es évek – 650-es évek – 660-as évek – 670-es évek – 680-as évek – 690-es évek – 700-as évek – 710-es évek – 720-as évek – 730-as évek
Évek: 676 – 677 – 678 – 679 –  680 – 681 – 682 – 683 – 684 – 685 – 686

## Események

### Európa
- A bolgárok betörnek Trákiába és ismét vereséget mérnek a bizánciakra. IV. Kónsztantinosz császár békét kér, kénytelen elismerni a bolgárok államát Moesiában és éves adót fizet nekik. A barbárok elleni védekezés céljából a császár megszervezi a trákiai themát.
- Kónsztantinosz császár megvonja két öccsétől, Hérakleiosztól és Tiberiosztól társuralkodói státuszokat. Kis-Ázsiában fellázad a hadsereg és azt követelik, hogy állítsák vissza a korábbi állapotot. Kónsztantinosz ígéretekkel ráveszi a katonákat a hazatérésre, majd felakasztatja a lázadás hangadóit, két öccsének orrát pedig felvágatja, hogy alkalmatlanná tegye őket az uralkodásra.
- Befejeződik a harmadik konstantinápolyi zsinat, amely eretnekségként ítéli el a birodalom korábbi hivatalos teológiai irányvonalát, a monothelétizmust.
- A Frank Birodalomban meggyilkolják a nagyhatalmú Ebroin majordomust. Utódja Neustriában és Burgundiában Waratto, Austrasiában a lázadó Herstali Pippin, aki azonnal békét köt Warattóval.
- Erwig vizigót király, aki az előző évben került trónra, helyzete megerősítésére összehívja a tizenkettedik toledói zsinatot. A zsinaton - azon kívül hogy kiközösítéssel fenyegetik az Erwig ellen lázadókat - 28 rendeletet hoznak a zsidók ellen és enyhítik a rabszolgák büntetéseit.
- A Sussexbe menekült Wilfrid volt yorki püspök a király által adományozott földön megalapítja Selsey apátságát.
- Meghal Agatho pápa. Utódjául II. Leót választják, ám hivatalba lépésére másfél évig nem kerül sor,[1]  feltehetően IV. Kónsztantinosszal tárgyalt a császárnak fizetendő felszentelési adó eltörléséről vagy csökkentéséről.

### Omajjád Kalifátus
- I. Jazíd kalifa Ifríkija (a mai Tunézia) kormányzójává nevezi ki Ukba ibn Náfit, aki betör a mai Marokkó területére és eljut egészen az Atlanti-óceánig. Az ellenséges berberek miatt ezután visszavonulásra kényszerül.

### Ázsia
- A keleti türkök Asina Funian vezetésével fellázadnak a kínai uralom ellen. Kezdeti sikereket követően Pej Hszaing-csin hadvezér legyőzi őket és büntetlenség ígéretével ráveszi őket a megadásra. Ígérete ellenére a kínai fővárosba szállított Asina Funiant kivégzik.
- Meghal Munmu, a koreai Silla királya. Utóda legidősebb fia, Sinmun.

## Halálozások
- január 10. – Agatho, római pápa[1]
- Ebroin, frank majordomus
- Munmu, sillai király

## Fordítás
- Ez a szócikk részben vagy egészben  a(z)   681 című angol Wikipédia-szócikk ezen változatának fordításán alapul.  Az eredeti cikk szerkesztőit annak laptörténete sorolja fel. Ez a jelzés csupán a megfogalmazás eredetét és a szerzői jogokat jelzi, nem szolgál a cikkben szereplő információk forrásmegjelöléseként.